# Hustopeče nad Bečvou
Hustopeče nad Bečvou é uma comuna checa localizada na região de Olomouc, distrito de Přerov.